# Tyresö socken
Tyresö socken i Södermanland ingick i Sotholms härad, utgör sedan 1971 Tyresö kommun och från 2016 Tyresö distrikt.
Socknens areal är 72,17 kvadratkilometer, varav 68,54 land. År 2000 fanns här 38 580 invånare. Tyresö slott, orterna Brevikshalvön, Bollmora, Trollbäcken och Raksta samt sockenkyrkan Tyresö kyrka ligger i socknen. 

## Administrativ historik
Tyresö socken blev egen församling och pastorat 31 mars 1636 och egen jordebokssocken 1707 genom en utbrytning ur Österhaninge socken. I samband med detta överfördes från Österhaninge byarna Alby, Brevik, Båthuset, Dyvik, Gimmersta, Kumla, Näsby, Raksta, Rundmar, Solberga, Strand, Trinntorp, Uddby, Vissvass, Åva och Ällmora. Omkring 1650 utbröts Dalarö socken. I början av 1700-talet överfördes från Brännkyrka socken Gränö, Gåsö, Ägnö och Älgö. 1950 överfördes Älgö och Gåsö till Saltsjöbadens köping (Nacka kommun). 
Vid kommunreformen 1862 övergick socknens ansvar för de kyrkliga frågorna till Tyresö församling och för de borgerliga frågorna till Tyresö landskommun. Landskommunen ombildades 1971 till Tyresö kommun.
1 januari 2016 inrättades distriktet Tyresö, med samma omfattning som församlingen hade 1999/2000.
Socknen har tillhört län, fögderier, tingslag och domsagor enligt vad som beskrivs i artikeln Sotholms härad. De indelta båtsmännen tillhörde Första Södermanlands båtsmanskompani.

## Geografi och natur
Tyresö socken ligger sydost om Stockholm med Erstaviken i nordost, Långsjön i söder, Drevviken i sydväst och kring nedre delen av Tyresåns sjösystem och Kalvfjärden. Socknen är en kuperad bergs- och skogsbygd som i Telegrafberget med 84 meter över havet har skärgårdens högsta punkt. De största insjöarna är Albysjön och Tyresö-Flaten.
Tyresta nationalpark delas med Österhaninge socken i Haninge kommun. Därutöver finns sex kommunala naturreservat i socknen: Alby, Dyvik, Dyviks lövängar, Hammarberget, Sandholmarna och Tyresta naturreservat.
Sätesgårdar var Tyresö slott och Kumla herrgård.

## Fornlämningar
Från bronsåldern finns spridda gravrösen. Från järnåldern finns 10 gravfält och två fornborgar. En runristning har påträffats.

## Befolkningsutveckling
Befolkningen ökade från 616 år 1810 till 888 år 1890, varefter den minskade till 688 år 1920, då den var som minst under 1900-talet. Därefter har folkmängden ökat till 33 973 invånare år 1990. Den stora expansionen ägde rum efter 1960 då folkmängden fortfarande uppgick till 6 012 invånare.

## Namnet
Namnet (1369 Thyrisedh) kommer från den gård som senare blev Tyresö slott. Efterleden är ed, 'passage mellan eller utmed vatten' syftande på passagen vid Fållbrinksströmmen. Förleden innehåller sannolikt thyre, 'markerad brant, berg'.